# 1st
1st är den första EP:n av den finländska rockgruppen The Rasmus (då kända som bara "Rasmus"), utgiven den 16 december 1995. EP-skivan producerades och gavs ut självständigt genom bandets dåvarande manager Teja Kotilainens skivmärke Teja G. Records. Vid utgivningen fungerade den som en demo för att fånga intresse hos större skivbolag. Warner Music Finland, ett av skivbolagen man hade skickat in EP-skivan till, signerade gruppen i februari 1996. 1000 exemplar hade sålts efter ett par veckor och på varje skiva satt en godisklubba fast.
1st spelades in i november 1995 vid Studio 303 i Helsingfors av Teja Kotilainen. Den består av fyra låtar, varav tre av dem senare hamnade på debutalbumet Peep i september 1996. Den fjärde låten, "Rakkauslaulu" (finska för "kärlekssång"), kom inte med på albumet, troligtvis på grund av att den hade en finsk text vilket inte uppskattades (samma sak hände med låten "Ufolaulu" från 1997, som aldrig fick en plats på albumet Playboys). "Rakkauslaulu" återfinns dock på samlingsalbumet Hellofacollection som utgavs 2001, och låten har idag troligtvis blivit mest populär genom liveframträdanden.
Namnet "1st" syftar på att det här helt enkelt var bandets första utgivna skiva. Ibland räknas 1st felaktigt som en singel istället för en EP, vilket i regel inte stämmer då "1st" inte är någon låttitel. Det lo-fi-artade omslaget ritades av medlemmarna tillsammans med Teja Kotilainen. EP-skivan trycks inte längre och är därför mycket eftertraktad bland samlare. 

## Låtlista
Alla låtar är skrivna och komponerade av Lauri Ylönen, Eero Heinonen, Pauli Rantasalmi och Janne Heiskanen. 
| Nr | Titel        | Längd |
| -- | ------------ | ----- |
| 1. | Frog         | 2:36  |
| 2. | Funky Jam    | 2:15  |
| 3. | Myself       | 3:31  |
| 4. | Rakkauslaulu | 3:36  |

## Medverkande
| The Rasmus - Lauri Ylönen – sång - Eero Heinonen – bas, bakgrundssång - Pauli Rantasalmi – gitarr, bakgrundssång - Janne Heiskanen – trummor | Produktion och övriga musiker - Teja Kotilainen – produktion, inspelning - Jamo – mixning - Timo Lavanko – saxofon - Mila – teckningar - Dick Lindberg – fotografier |

Information från albumets häfte.